# Live (album de Lara Fabian)
Pour les articles homonymes, voir Liste des albums intitulés Live.
Live (également appelé Live 98 ou Live 99) est le premier album live de Lara Fabian, enregistré en 1998 et sorti en 1999.
Il se classe en tête du Top Albums français pendant quatre semaines et numéro un de l'Ultratop 200 Albums en Belgique francophone durant trois semaines,.
Il est certifié disque d'or en Belgique.

## Liste des titres

### Édition double CD
CD 1
| No  | Titre                           | Paroles             | Musique                   | Durée |
| --- | ------------------------------- | ------------------- | ------------------------- | ----- |
| 1.  | Ouverture tout                  | Lara Fabian         | Rick Allison              | 1:58  |
| 2.  | Alléluia                        | Lara Fabian         | Daniel Seff, Rick Allison | 4:14  |
| 3.  | Les Amoureux de l'an deux mille | Lara Fabian         | Rick Allison              | 5:21  |
| 4.  | Leïla                           | Lara Fabian         | Stan Meissner             | 6:09  |
| 5.  | La Différence                   | Lara Fabian         | Rick Allison              | 4:19  |
| 6.  | Perdere l'amore                 | Giampiero Artegiani | Marcello Marrocchi        | 5:33  |
| 7.  | J'ai zappé                      | Dominique Owen      | Vincent Thomas            | 5:25  |
| 8.  | Si tu m'aimes                   | Lara Fabian         | Rick Allison              | 4:30  |
| 9.  | Évidemment (avec Rick Allison)  | Michel Berger       | Michel Berger             | 4:15  |
| 10. | Tout                            | Lara Fabian         | Rick Allison              | 4:44  |

CD 2
| No | Titre                                      | Paroles                     | Musique                   | Durée |
| -- | ------------------------------------------ | --------------------------- | ------------------------- | ----- |
| 1. | Humana                                     | Lara Fabian                 | Rick Allison              | 5:50  |
| 2. | Urgent désir                               | Daniel Lavoie, Mario Proulx | Daniel Lavoie             | 4:27  |
| 3. | Ici                                        | Lara Fabian, Daniel Seff    | Daniel Seff               | 3:29  |
| 4. | Dites-moi pourquoi je l'aime               | Lara Fabian, Lovena Fox     | Dave Pickell              | 5:18  |
| 5. | Réveille-toi Brother                       | Lara Fabian                 | Rick Allison, Marc Langis | 7:23  |
| 6. | Je suis malade                             | Serge Lama                  | Alice Dona                | 5:25  |
| 7. | Je t'aime                                  | Lara Fabian                 | Rick Allison              | 6:15  |
| 8. | Je t'appartiens                            | Lara Fabian                 | Janey Clewer              | 3:47  |
| 9. | Requiem pour un fou (avec Johnny Hallyday) | Gilles Thibaut              | Gérard Layani             | 4:04  |

### Édition simple
| No  | Titre                          | Paroles                  | Musique                   | Durée |
| --- | ------------------------------ | ------------------------ | ------------------------- | ----- |
| 1.  | Ouverture tout                 | Lara Fabian              | Rick Allison              | 1:58  |
| 2.  | Alléluia                       | Lara Fabian              | Daniel Seff, Rick Allison | 4:14  |
| 3.  | Leïla                          | Lara Fabian              | Stan Meissner             | 6:09  |
| 4.  | Perdere l'amore                | Giampiero Artegiani      | Marcello Marrocchi        | 5:33  |
| 5.  | J'ai zappé                     | Dominique Owen           | Vincent Thomas            | 5:25  |
| 6.  | Si tu m'aimes                  | Lara Fabian              | Rick Allison              | 4:30  |
| 7.  | Évidemment (avec Rick Allison) | Michel Berger            | Michel Berger             | 4:15  |
| 8.  | Tout                           | Lara Fabian              | Rick Allison              | 4:44  |
| 9.  | Humana                         | Lara Fabian              | Rick Allison              | 5:50  |
| 10. | Ici                            | Lara Fabian, Daniel Seff | Daniel Seff               | 3:29  |
| 11. | Dites-moi pourquoi je l'aime   | Lara Fabian, Lovena Fox  | Dave Pickell              | 5:18  |
| 12. | Je suis malade                 | Serge Lama               | Alice Dona                | 5:25  |
| 13. | Je t'aime                      | Lara Fabian              | Rick Allison              | 6:15  |
| 14. | Je t'appartiens                | Lara Fabian              | Janey Clewer              | 3:47  |